# Малинки (городской округ Шаховская)
Малинки — деревня в городском округе Шаховская Московской области.

## География
Деревня расположена в западной части округа, примерно в 11 км к юго-западу от райцентра Шаховская, по левому берегу малой речки Малинки (бассейн Рузы), высота центра над уровнем моря 241 м. Ближайшие населённые пункты в 2 км — Борисовка на севере и Рябинки на востоке.
В деревне зарегистрированы 4 улицы: Малиновая, Новая, Радужная и Солнечная.

## История
В 1769 году Малинки — деревня Хованского стана Волоколамского уезда Московской губернии в составе большого владения коллежского советника Владимира Федоровича Шереметева. В деревне 5 дворов и 27 души.
В середине XIX века деревня относилась к 1-му стану Волоколамского уезда и принадлежала Варваре Петровне Шереметевой. В деревне было 46 дворов, 120 души мужского пола и 113 душ женского.
В «Списке населённых мест» 1862 года — владельческая деревня 1-го стана Волоколамского уезда Московской губернии по правую сторону Московского тракта, шедшего от границы Зубцовского уезда на город Волоколамск, в 48 верстах от уездного города, при колодце, с 24 дворами и 207 жителями (111 мужчин, 96 женщин).
По данным на 1890 год входила в состав Муриковской волости, число душ мужского пола составляло 116 человек.
Постановлением президиума Моссовета от 24 марта 1924 года Муриковская волость была включена в состав Судисловской волости.
По материалам Всесоюзной переписи населения 1926 года — центр Малинковского сельсовета, проживало 319 человек (158 мужчин, 161 женщина), насчитывалось 70 крестьянских хозяйств, имелась школа.
С 1929 года — населённый пункт в составе Шаховского района Московской области.
1994—2006 годы — деревня Волочановского сельского округа Шаховского района.
2006—2015 годы — деревня сельского поселения Степаньковское Шаховского района.
С 2015 года — деревня городского округа Шаховская Московской области.

## Население
| 1859 | 1926 | 2002 | 2006 | 2010 |
| ---- | ---- | ---- | ---- | ---- |
| 207  | ↗319 | ↘15  | ↘9   | ↗13  |

## Инфраструктура
Личное подсобное хозяйство с зоной сельскохозяйственного использования, индивидуальная застройка усадебного типа.
В 1913 году — 62 двора.

## Транспорт
Останавливается автобус № 34, следующий до райцентра.